# Сбитень
Сби́тень (от глагола «сбить» — соединить вместе) — старинный общеславянский (русский, белорусский и украинский) горячий напиток, сваренный из мёда, пряностей и трав.

## История
Известен с XII века. Наиболее древние описания приготовления сбитня даны в Домострое (XVI век). В старину сбитень назывался переваром или взваром. До появления в России чая сбитень был популярным горячим напитком, употреблявшимся в зимнее время года. Приготавливали его в самоварах. Под сбитнем понимали два разных напитка: в дорогих трактирах и в ресторанах подавали напиток из воды, мёда и пряностей, а на улицах продавали напиток из воды с небольшим количеством мёда или патоки и с добавкой сухих пряно-ароматических растений. Существовали стационарные «сбитенные курени», которые располагались на рынках, ярмарках, народных гуляньях и других многолюдных местах города (в основном Москвы). Роль прилавка могло играть большое окно, пробитое в стене дома.

## Приготовление
Существует множество рецептов приготовления сбитня, которые незначительно отличаются составом и технологией приготовления напитка. Единственным постоянным и незаменимым компонентом является мёд. Простейший рецепт заключается в следующем: в кипящей воде растворяют мёд, патоку, или сахар, затем добавляют пряности (зверобой, шалфей, лавровый лист, имбирь, перец стручковый, мяту, хмель, корицу, гвоздику, чёрный перец, бадьян, кардамон и другие подобные компоненты по вкусу). Варят 30 минут. Подают горячим и пьют как чай с различными лакомствами: пряниками, пирожками, печеньем.
Сбитень может быть приготовлен с добавлением красного вина (как глинтвейн). Также он может быть подвержен сбраживанию с получением напитка, подобного слабоалкогольной медовухе, браге или пиву.

## Галерея
- Стационарная торговля сбитнем
- Продавец-разносчик сбитня с латунным чайником («сакла»[10]) и связкой калачей. Картина Н. Богатова «Сбитенщик»
- Разносчик сбитня с сосудом, закутанным для замедления остывания напитка. На поясе закреплён держатель стаканов
- Продавец сбитня с крендельками. Картина Б. Патерсена